# بيل ميس
بيل ميس (بالإنجليزية: Bill Mays)‏ هو عازف جاز وعازف بيانو أمريكي، ولد في 5 فبراير 1944 في ساكرامنتو في الولايات المتحدة.

## وصلات خارجية
- بيل ميس على موقع ميوزك برينز (الإنجليزية)
- بيل ميس على موقع أول ميوزيك (الإنجليزية)
- بيل ميس على موقع ديسكوغز (الإنجليزية)